# Birds in Row
Birds in Row - французская мелодик-хардкор, хардкор-панк, пост-хардкор и скримо группа, образовавшаяся в 2009 году в городе Лаваль (Майен) и состоящая из трех участников, —  «В.», «Q.» и «J.». В 2011 году подписали контракт с Deathwish Inc. и выпустили свой дебютный альбом You, Me & the Violence в 2012 году. В ходе некоторых изменений в группе в 2014 году «Q." заменил ушедшего «D.». А в 2018 барабанщик «T.» покинул группу, его место занял «J.» 

## История группы
Birds in Row образовалась в 2009 в Лавале (Майен). Двое из участников сформировали Birds in Row через неделю после распада их предыдущей группы и записали свою первую песню еще через неделю. Группа выбрала это название, потому что птицы могут свободно летать, однако «они очень часто решают летать группой или приземляться на провода в ряд. Так что для нас это символизирует то, как люди могут выбирать свободу, но в конечном итоге всегда следовать за своими собратьями, чтобы чувствовать себя комфортно». Они выбрали название «Birds in Row» вместо «Birds in a Row», потому что оно лучше звучало для группы. Они также решили петь на английском, потому что они «хотели, чтобы их понимало больше людей».
Самые ранние релизы группы включают Rise of the Phoenix 2009 года и Cottbus 2010 года, два EP, выпущенных на лейбле Vitriol Records. Birds in Row начали писать дебютный альбом в конце 2011 года. Deathwish Inc. проявили интерес к переизданию их EP Cottbus, но вместо этого группа предложила альбом, над которым они работали в то время. О подписании контракта Birds in Row было объявлено в ноябре 2011 года, а запись дебютного альбома они закончили к январю 2012 года. Также в январе 2012 года Vitriol Records переиздал ранние мини-альбомы группы в сборнике Collected.
Birds in Row гастролировали по Соединенным Штатам с Loma Prieta в марте 2012 года и с Touché Amoré, Defeater и Code Orange Kids в апреле 2013 года. Видеоклип на песню «Pilori» был выпущен в июне 2012 года, а дебютный альбом Birds in Row «You, Me & the Violence» был выпущен 4 сентября 2012 года. Также в 2012 году группа гастролировала по Европе с Converge и Rise and Fall в августе, а в декабре — по Великобритании. В июле 2013 года они впервые выступили на фестивале Fluff Fest в Чехии, а затем вернулись в 2015 и 2017 годах. Вместе с Glass Cloud и Rebuker, Birds in Row выступали на разогреве у Chariot во время их последнего тура в октябре-ноябре 2013 года.
В 2014 году Birds in Row опубликовали пост в Facebook с новостью о распаде группы, но вскоре удалили пост, что привело к путанице. Следом они выпустили заявление, в котором объяснили, что Birds in Row претерпевают некоторые изменения, но не распадаются. Позже Birds in Row пояснили, что группа переживает «довольно брутальную» смену состава. Ссылаясь как на интерес к тому, чтобы научиться выступать вместе с новым составом, так и на желание отдать дань уважения людям и лейблам, которые помогли им достичь своего уровня успеха, группа решила выпустить серию EP и сплит-релизов вместо полноформатного продолжения You, Me & the Violence. Следующими релизами стали EP Personal War, выпущенный на Deathwish inc. и сплит-релиз с WAITC — которые также из Лаваля, Франция — который будет выпущен на французском лейбле Throatruiner Records. По словам группы, их тексты повествуют об «отношениях с людьми и о том, как принятие определенных решений влияет на ваши отношения с друзьями или окружающими».
Группа выпустила второй полноформатный студийный альбом под названием «We Already Lost the World» на Deathwish Inc. 13 июля 2018 года. Одновременно с официальным анонсом альбома в мае 2018 года группа выпустила в сети лирик-видео на трек «15-38».Фред Пессаро из Revolver отметил, что трек является отходом от более раннего материала группы и что это «медленно разгорающееся эмоциональное предложение, которое становится глубже и мрачнее по мере своего развития, в конечном итоге снова возвращаясь "тяжестью" [sic], с которой трио больше всего ассоциируется».
13 Августа 2018 года выпустили концертный альбом «On Audiotree Live» на американском лейбле Audiotree.
В 2022 году 14 октября выпустили полноформатный альбом «Gris Klein» на лейбле Red Creek.
В Январе 2024 года выпустили новый мини-альбом совместно с швейцарской группой Coilguns под названием «You and I in the Gap».

## Участники группы

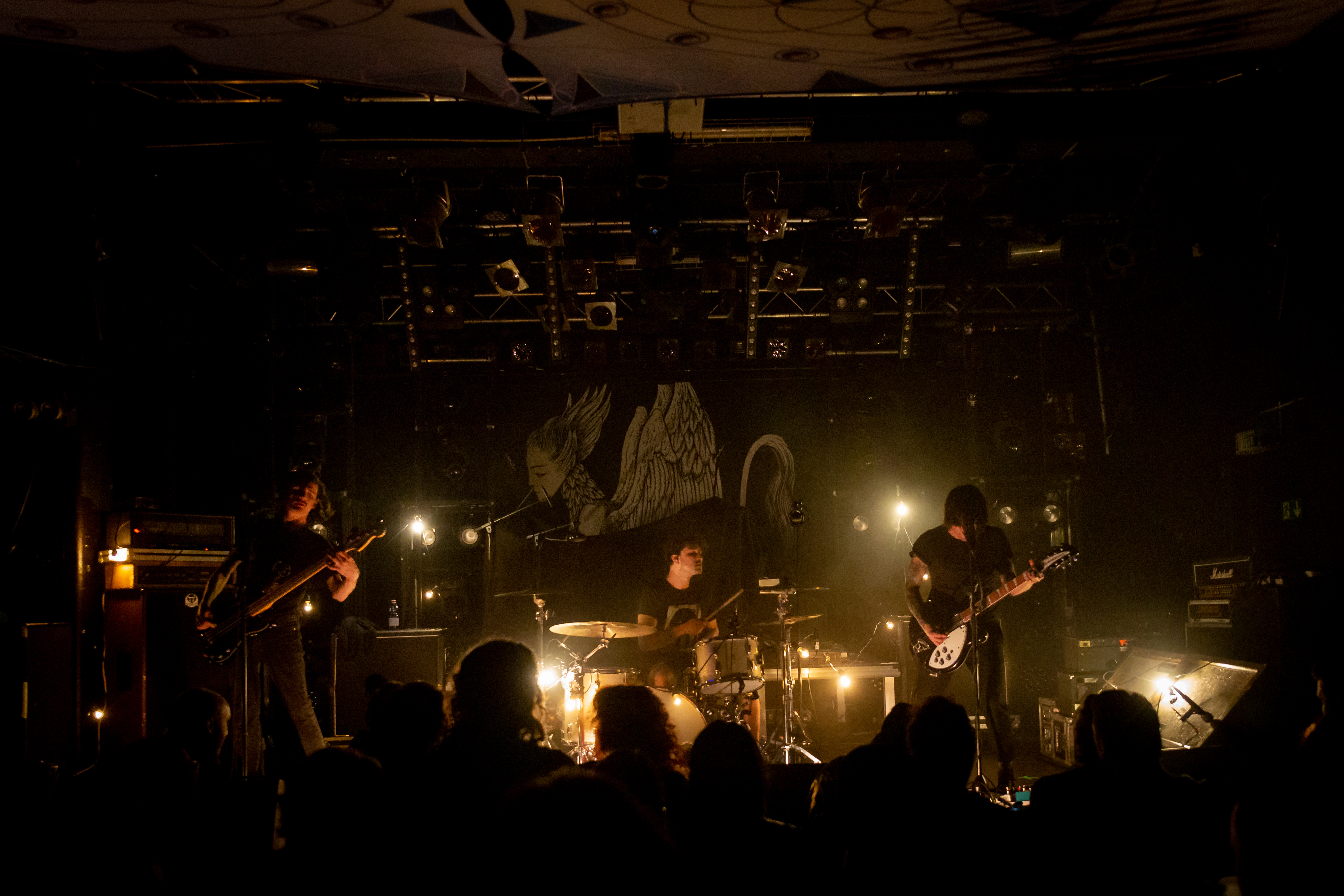
Концерт Birds in Row в Женеве, 29 февраля 2020 г.

Birds in Row — группа из трех человек: гитариста/вокалиста, басиста и барабанщика. Лица участников намеренно вырезаны из рекламных фотографий и музыкальных клипов, а оригинальные участники обычно упоминаются только по инициалам из одной буквы: B, D или T. Birds in Row сознательно прилагают усилия, чтобы выглядеть как единое целое, а не как три отдельных личности. Группа прокомментировала: «Дело не в отдельных людях, а в песнях, идеях, точках зрения, которые объединяют три наши жизни. Поэтому, поскольку нас просили сделать промо-фотографии по нескольким причинам, мы решили обрезать их, чтобы вы могли видеть только целую группу». В 2014 году в группе произошла смена состава, и D был заменен на Q.Также в 2018 году пришел барабанщик J, который заменил ушедшего из группы T.

### Текущие участники
• Барт «B.» Хиригойен — гитара, вокал (2009 - настоящее время)
• Квентин «Q.» Сов — бас, вокал (2014 - настоящее время)
• Йорис «J.» Саидани — барабаны (2018 - настоящее время)

### Бывшие участники
• Дитов «D.» Паугам — вокал, бас (2009)
• Тимоти «T.» Дюшен — барабаны (2009 - 2018)
• Томас Диллс — вокал, бас (2009 - 2014)

## Дискография

### Студийные альбомы
- You, Me & the Violence (2012, Deathwish Inc.)
- We Already Lost the World (2018, Deathwish Inc.)
- Gris Klein (2022, Red Creek)

### Мини-альбомы
- Rise of the Phoenix (2009, Vitriol Records)
- Cottbus (2010, Vitriol Records)
- Personal War (2015, Deathwish Inc.)
- Birds in Row / WAITC (сплит с WAITC) (2015, Throatruiner Records)
- You and I in the Gap (сплит с Coilguns) (2024, Spitzhorn Studio)

### Микстейпы
- Появлялся на записи "Sonic Cathedrals Vol. XC" у Today Is The Day  (2012)

### Концертные альбомы
On Audiotree Live (2018, Audiotree)

### Сборники
- Collected (2012, Vitriol Records)

### Музыкальные видео
- "Outro [live]" (2012)

- "Pilori" (2012, directed by Mr. Fifi)
- "Weary" (2015, directed by Florian Renault)
- "Can't Lie" (2015, directed by Mr. Fifi)
- "I Don't Dance" (2018, directed by Craig Murray)
- "Love Is Political / Triste Sire (Live from Paris) [live]" (2019)